# Harmonie Ensemble/New York
Harmonie Ensemble/New York (HE/NY) är en amerikansk musikensemble verksam i New York. Den leds av Steven Richman som grundade den 1979.
Ensemblen spelar i olika format, från kammarensemble och kammarorkester till symfoni. Repertoaren spänner från det klassiska till det moderna och symfonisk jazz. Årligen genomförs de internationella Dvorák Day Concerts.
Harmonie Ensemble/NY har under åren gett konserter i samband med kompositörsjubileer, ofta med medverkande ur kompositörernas familjekrets. En annan linje i verksamheten är att ge konserter enligt ursprungliga konsertprogram och besättningar från 1900-talet.

## Diskografi (urval)
- Miles Davis'/Gil Evans' Sketches of Spain, 2010
- Gershwin by Grofé: Symphonic Jazz Original orchestrations and arrangements, 2010
- Symhonic Jazz: Ferde Grofé och George Gershwin, 2006
- Copland: Rarities and Masterpieces, 2004
- Hommage à Stravinsky: Histoire du Soldat, 2002